# Културни центар Источно Ново Сарајево
| Културни центар Источно Ново Сарајево |                                                            |
|                                       |                                                            |
| Оснивач:                              | Град Источно Ново Сарајево                                 |
| Основано:                             | 21. фебруар 2003.                                          |
| Седиште:                              | Стефана Немање 6, · Источно Ново Сарајево Република Српска |
| Веб презентација                      | Културни центар Источно Ново Сарајево                      |
| Контакт:                              | +387 57 342 842                                            |

Културни центар Источно Ново Сарајево је јавна установа културе, основана је одлуком Скупштине општине Српско Ново Сарајево број: 01-013-300-08/03 од 21. фебруара 2003. године и уписом у судски рагистар уложак бр. 3-36 од 5. марта 2003. године. Скупштина општине Источно Ново Сарајево на седници одржаној 2. марта 2012. године донела је Одлуку о измени Одлуке о оснивању ЈУК Културни центар Источно Ново Сарајево број: 01-022-13/12.
Организатор је Међународног фестивала малих сцена и монодраме, фестивала са најдужом традицијом у Републици Српској.

## Делатност
Културни центар је опремљен за извођење различитих културних садржаја, те организацију и реализацију презентација, промоција, семинара, округлих столова и сл. Kултурни центар обухвата широк спектар делатности с циљем задовољавања  различитих културних, забавних и рекреативних интереса корисника. Основна делатност Kултурног центра је позоришна, али Центар се бави организацијом и реализацијом и осталих културних и уметничких садржаја као што су: концерти, изложбе, представе, филмови и књижевне манифестације. Установа је регистрована за обављање следећих делатности:
- делатност приказивања филмова,
- креативне уметничке и забавне активности,
- извођачка уметност,
- помоћне делатности у извођачкој уметности,
- уметничко стваралаштво,
- рад уметничких објеката.

Културни центар Источно Ново Сарајево се налази у објекту, на адреси Стефана Немање број 6, који је власништво Општине и дат је на коришћење овој културној установи.